# Acanthoscelides biustulus
Acanthoscelides biustulus är en skalbaggsart som först beskrevs av Henry Clinton Fall 1910.  Acanthoscelides biustulus ingår i släktet Acanthoscelides och familjen bladbaggar. Inga underarter finns listade i Catalogue of Life.